# Cecilia Hall
Cecilia Hall (Linköping, 10 febbraio 1992) è una pallavolista svedese.
Gioca nel ruolo di centrale nelle Lancheras de Cataño.

## Carriera
La carriera di Cecilia Hall inizia nei tornei scolastici svedesi, giocando per la Allebergsgymnasiet High School. Trasferitasi per motivi di studio negli Stati Uniti d'America, entra a far parte della squadra della University of Nebraska-Lincoln, impegnata nella Division I NCAA, dove gioca dal 2011 al 2015, saltando tuttavia la prima stagione ed aggiudicandosi il titolo NCAA durante il suo ultimo anno.
Nella stagione 2016 firma il suo primo contratto professionistico, giocando per le Lancheras de Cataño nella Liga de Voleibol Superior Femenino.

## Palmarès

### Club
- NCAA Division I: 1

2015